# Endothiella
Endothiella är ett släkte av svampar. Endothiella ingår i familjen Cryphonectriaceae, ordningen Diaporthales, klassen Sordariomycetes, divisionen sporsäcksvampar och riket svampar.
|             | Endothia                             |
|             |                                      |
|             | Cryphonectria                        |
|             |                                      |
| Endothiella | \| \| Endothiella gyrosa \| \| \| \| |
|             | \| \| Endothiella gyrosa \| \| \| \| |
|             | Chrysoporthe                         |
|             |                                      |
|             | Amphilogia                           |
|             |                                      |
|             | Aurapex                              |
|             |                                      |
|             | Celoporthe                           |
|             |                                      |
|             | Holocryphia                          |
|             |                                      |
|             | Ursicollum                           |
|             |                                      |
|             | Microthia                            |
|             |                                      |
|             | Prosopidicola                        |
|             |                                      |
|             | Chrysoporthella                      |
|             |                                      |
|             | Rostraureum                          |
|             |                                      |
|             | Endothiella gyrosa                   |
|             |                                      |

|  | Endothiella gyrosa |
|  |                    |